# Christoph 23
Christoph 23 ist der Funkrufname des ersten Rettungshubschraubers, welcher im Rahmen der zivil-militärischen Zusammenarbeit von Bundeswehr und ADAC die Notarztversorgung für das nördliche Rheinland-Pfalz sicherstellt. Stationiert ist der Hubschrauber in Koblenz am Bundeswehrzentralkrankenhaus Koblenz.

## Einsatzgebiet

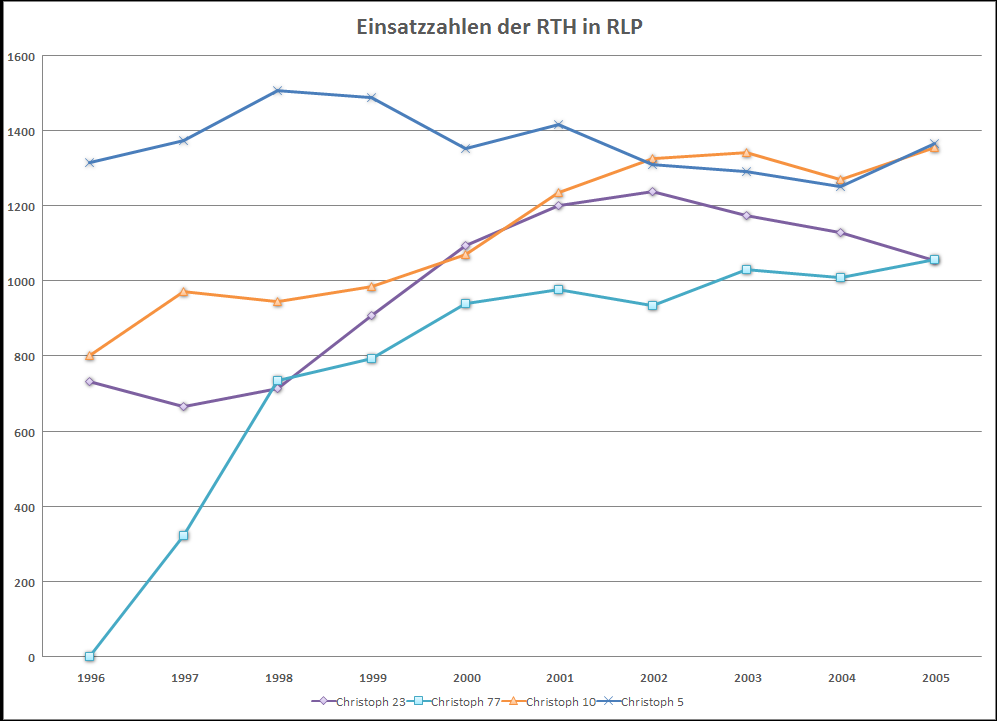
Einsatzzahlen der Rettungshubschrauber

Das Einsatzgebiet von Christoph 23 erstreckt sich von Koblenz aus in einem maximal 70 km großen Radius, welcher in maximal 21 Minuten Flugzeit erreicht werden kann. Dieser Radius erstreckt sich bis nach Siegen (Norden), Gerolstein (Westen), Bad Kreuznach (Süden) und Wetzlar (Osten).

## Geschichte

### Luftrettungsstandort Koblenz
Der Luftrettungsstandort in Koblenz wurde am 30. Januar 1973 in Betrieb genommen. Damals wurde die Luftrettung in Koblenz noch ausschließlich von der Bundeswehr durchgeführt. Eingesetzt wurde ein Hubschrauber vom Typ Bell UH-1D. Die Maschine gehörte zu den von der Bundeswehr betriebenen SAR-Maschinen und hatte das Rufzeichen SAR 73. Zusätzlich zu diesem militärischen Rufzeichen hatte die dort stationierte Maschine bereits den zivilen Funkrufnamen Christoph 23. Im Jahre 1990 kam es zu einem schweren Unfall, als am 7. Juni der Hubschrauber nach Kontakt mit einer Hochspannungsleitung abstürzte.
Bis zum Jahr 1996 hatte die in Koblenz stationierte SAR-Maschine lediglich einen Landeplatz und stand nachts im Freien, zum Auftanken flog die Maschine zum nahe gelegenen Heeresflugplatz in Mendig. 1996 wurde die bis heute in Betrieb befindliche Luftrettungsstation mit Landeplatz, Hangaranlage mit Bereitschafts- und Ruheräumen sowie einer Tankanlage in Betrieb genommen. Dieser Landeplatz ist im Vergleich zu den meisten Landeplätzen an Krankenhäusern sehr großzügig bemessen; diese Größe ist notwendig, damit im Ernstfall die Großraum-Rettungshubschrauber der Bundeswehr dort landen können. Auf diesem Landeplatz haben zwei Maschinen dieses Typs Platz. Die Betankungsanlage ist so ausgelegt, dass auch diese Hubschrauber betankt werden können.

### Zivil-militärische Zusammenarbeit
Im April 1999 wurde erstmals die Kooperation zwischen ADAC und der Bundeswehr im Rahmen einer stetig wachsenden zivil-militärischen Zusammenarbeit durchgeführt. Seit diesem Zeitpunkt stellt der ADAC die Maschinen und den Piloten, das medizinische Personal wird weiterhin vom Bundeswehrkrankenhaus gestellt; der Hubschrauber fliegt seitdem unter dem zivilen Rufnamen Christoph 23. 
Das Modell der Zusammenarbeit zwischen dem zivilen Betreiber ADAC und der Bundeswehr wurde als so erfolgreich angesehen, dass am Bundeswehrkrankenhaus in Ulm am 1. April 2003 ein ähnlich ausgerichtetes Projekt gestartet wurde. Im Bundeswehrkrankenhaus Hamburg wurde dieses Modell am 19. Januar 2006 ebenfalls realisiert, hier wird der Hubschrauber vom Bundesministerium des Innern und für Heimat gestellt. 
Die Umstellung der Maschine auf den Eurocopter EC135 brachte einige Vorteile mit sich: Die Maschine ist schnell, leiser und leistungsstärker als die Bell UH-1D und benötigt eine kleinere Landefläche. Ebenso erfüllt die EC135 die Vorgaben der JAR-OPS 3.
Gerade im Bereich der ärztlichen Aus- und Weiterbildung von Ärzten kommt dem Rettungshubschrauber eine große Bedeutung zu: Oftmals fliegt zusätzlich zum Notarzt ein Arzt in Weiterbildung (z. B. Anästhesie) mit, um Einblicke in die präklinische Versorgung von Notfallpatienten zu erhalten. Diese Ausbildung kommt dann sowohl den Soldaten (vor allem in Auslandseinsätzen), aber auch Zivilisten zugute, die als Patient in das Rettungszentrum Koblenz eingeliefert wurden.
Nicht nur in der Luftrettung, auch im bodengebundenen Rettungsdienst spielt das Bundeswehrzentralkrankenhaus in Koblenz eine Vorreiterrolle; nachdem parallel zum Hubschrauber ein Notarztwagen bereitgestellt wurde, wurde dieser nach Indienststellung eines Notarzteinsatzfahrzeuges zum Intensivtransportwagen umfunktioniert.

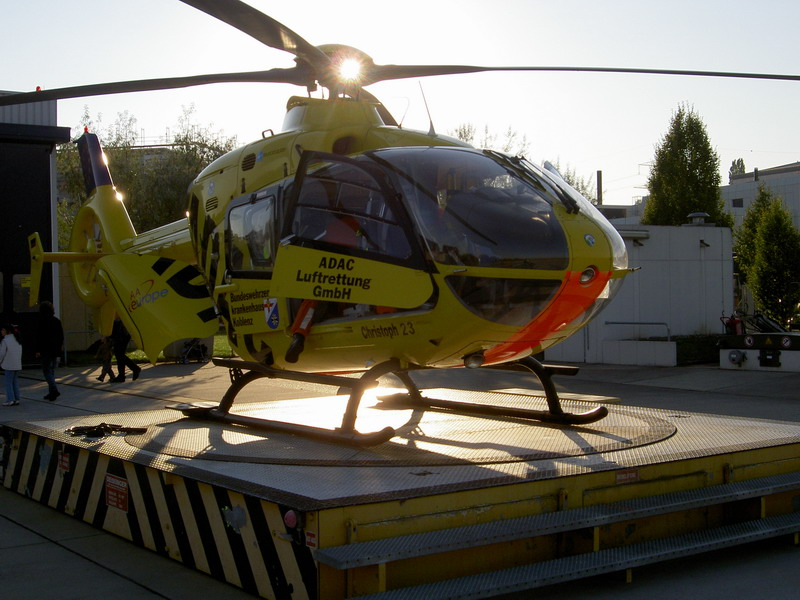
Auf dem Landepad
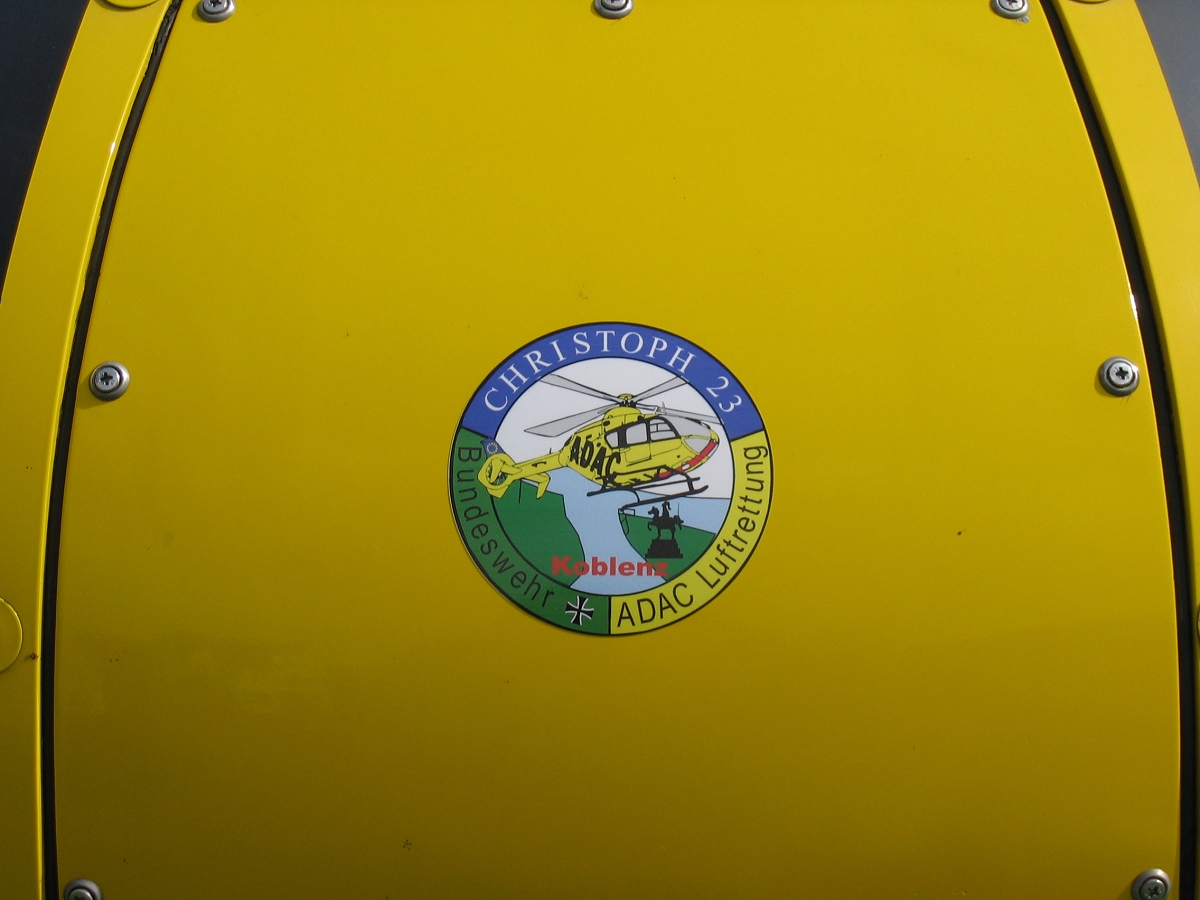
Wappen auf der Helikopterfront
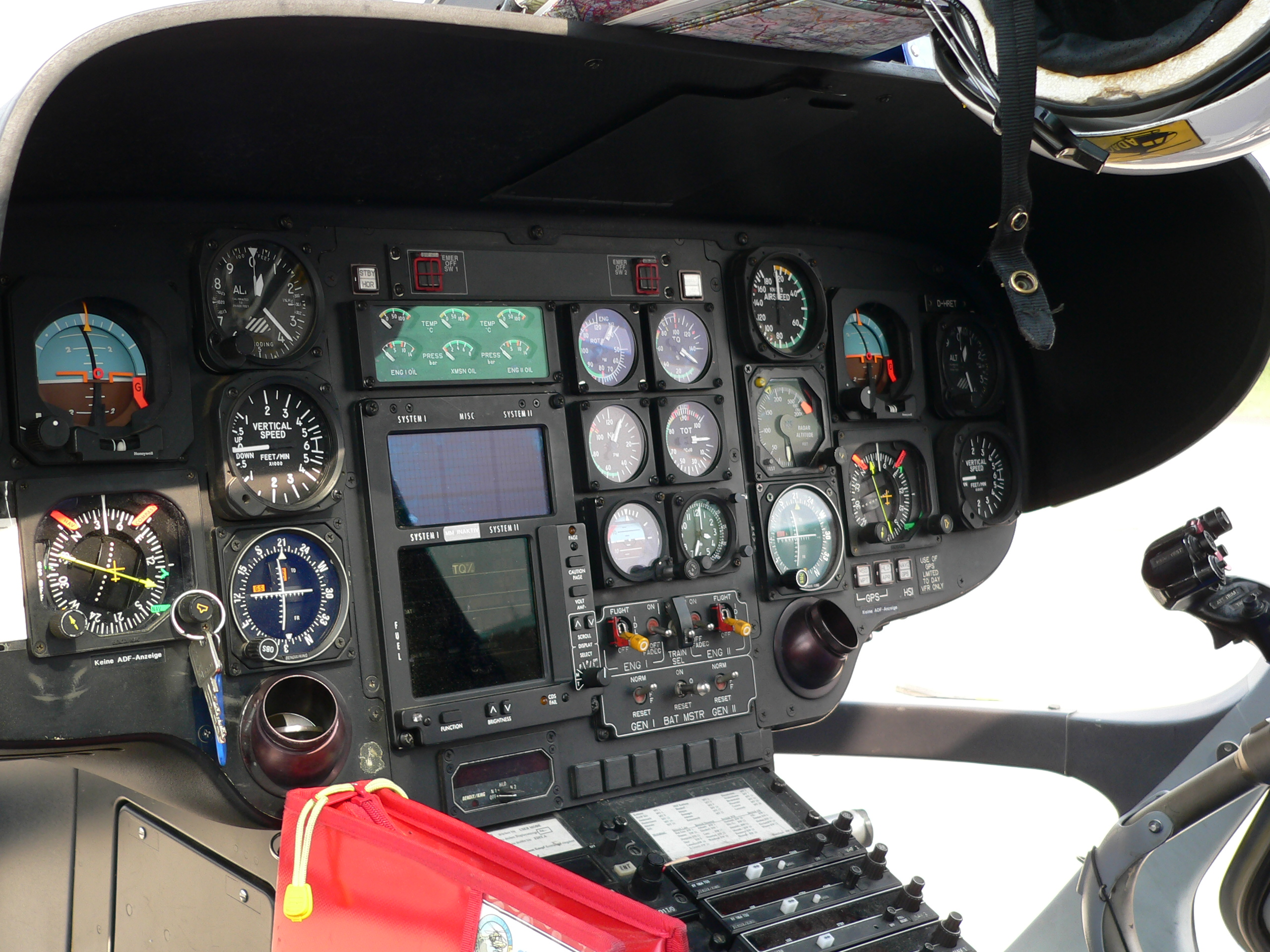
Blick ins Cockpit
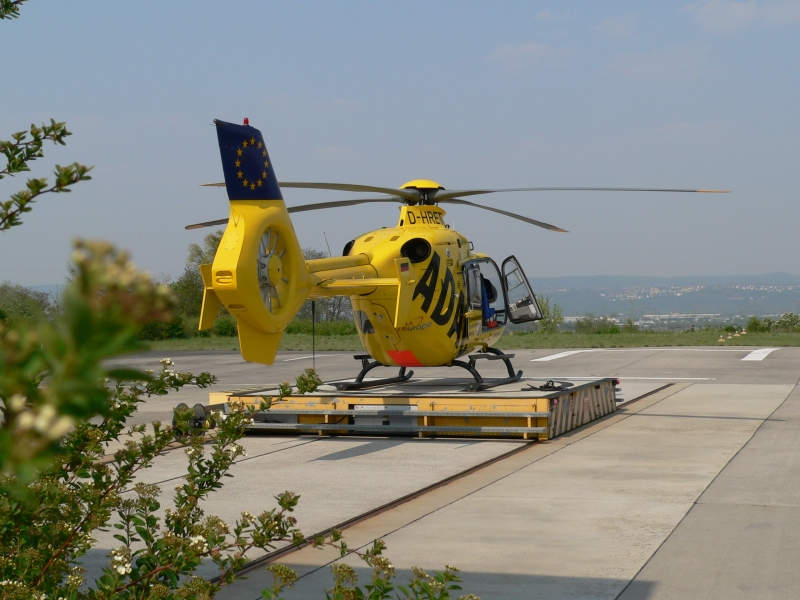
Auf dem Landepad
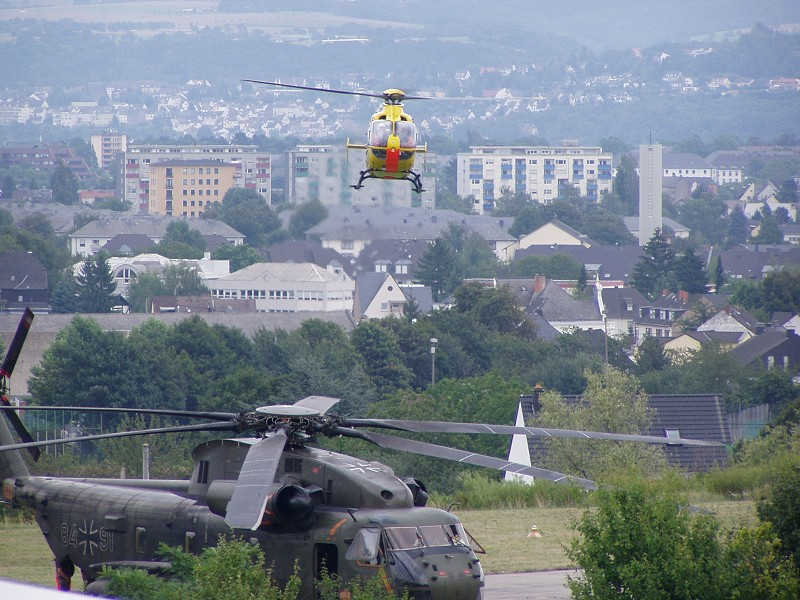
Christoph 23 und Großraum-Rettungshubschrauber (CH-53)
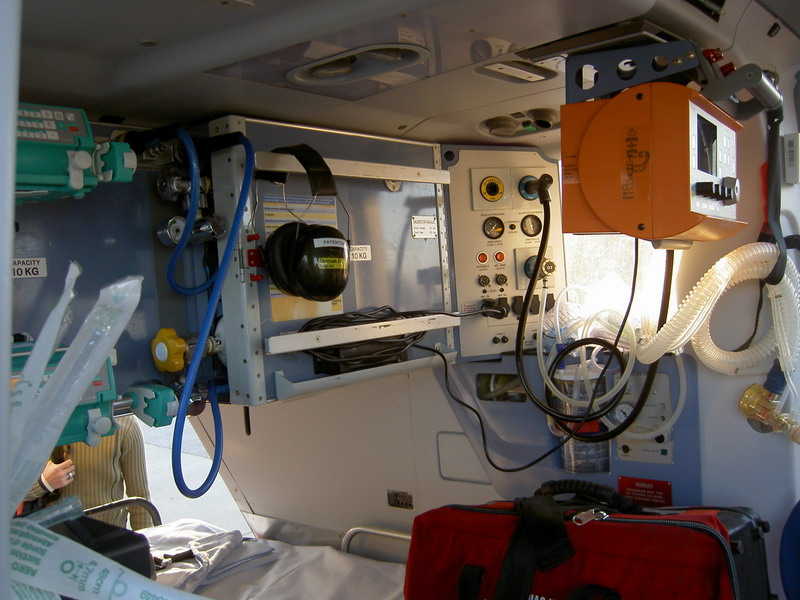
Innenansicht von links
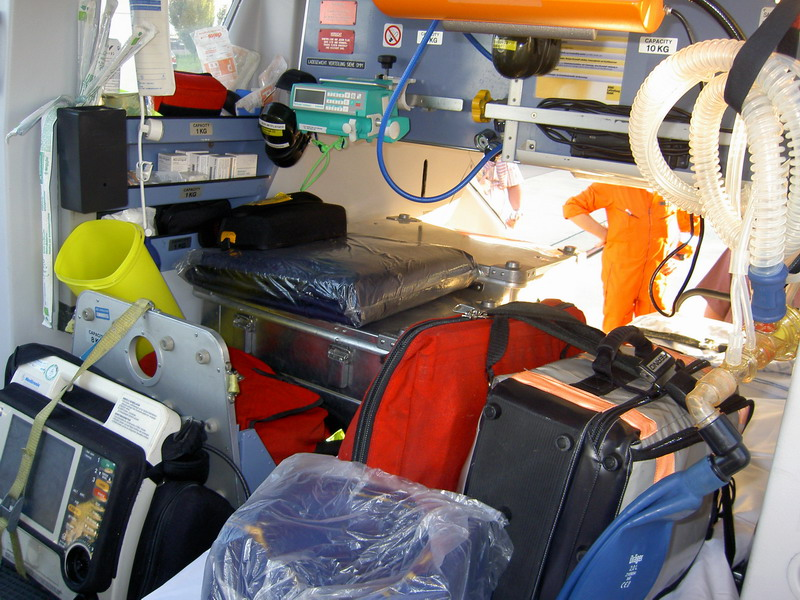
Innenansicht von rechts